# Судна ніч в Аркадії
«Судна ніч в Аркадії» (англ. Arcadian) — постапокаліптичний екшн-фільм з елементами жахів 2024 року, знятий режисером Бенджаміном Брюером за сценарієм Майкла Нілона. У головних ролях Ніколас Кейдж, Джейден Мартелл та Максвелл Дженкінс. Фільм створений у міжнародній копродукції США, Канади та Ірландії.

## Синопсис
Батько та його сини-підлітки борються за виживання у віддаленому фермерському будинку у постапокаліптичному світі.

## Акторський склад
| Актор             | Роль        |
| ----------------- | ----------- |
| Ніколас Кейдж     | Пол         |
| Джейден Мартелл   | Джозеф      |
| Максвелл Дженкінс | Томас       |
| Седі Совералл     | Шарлотта    |
| Джо Діксон        | містер Роуз |
| Samantha Coughlin | місіс Роуз  |

## Виробництво
У жовтні 2022 року було оголошено, що Ніколас Кейдж зіграє головну роль. У листопаді до акторського складу приєдналися Джейден Мартелл, Максвелл Дженкінс і Седі Совералл.
Основні зйомки розпочалися в Дубліні у листопаді 2022 року, та завершилися у лютому 2023 року.

## Випуск
Прем'єра відбулася на SXSW 11 березня 2024 року.
RLJE Films придбала права на дистрибуцію в Північній Америці, Великобританії, Австралії та Ірландії, запланувавши реліз фільму в північноамериканських кінотеатрах на 12 квітня 2024 року. Пізніше того ж року фільм вийшов на стрімінгових сервісах Shudder та AMC+.

## Відгуки
На агрегаторі рецензій Rotten Tomatoes 78% зі 115 відгуків критиків є позитивними, із середньою оцінкою 6,4/10. Консенсус на сайті такий: "Очолюваний тріо сильних акторів, «Аркадіан» поєднує сімейну драму і постапокаліптичні жахи з вісцеральним, емоційно хвилюючим ефектом". На Metacritic фільм має середньозважену оцінку 57 балів зі 100, спираючись на відгуки 23 критиків.